# Gyariella cuspidata
Gyariella cuspidata är en insektsart som först beskrevs av Melichar 1901.  Gyariella cuspidata ingår i släktet Gyariella och familjen Flatidae. Inga underarter finns listade i Catalogue of Life.